# روبرت إل. كوبل
روبرت إل. كوبل (بالإنجليزية: Robert Louis Coble) هو مهندس أمريكي، ولد في 22 يناير 1928، وتوفي في 27 أغسطس 1992 بسبب غرق.